# Aanslag op 's-Hertogenbosch (1585)
De Aanslag op 's-Hertogenbosch van 1585 was tijdens de Tachtigjarige Oorlog een offensief op 's-Hertogenbosch in het hertogdom Brabant in de nacht van 19 op 20 januari, 1585. Het Staatse leger onder leiding van Hohenlohe ondernam een poging de stad bij verrassing in te nemen. Doordat er paniek uitbrak onder de aanvallers mislukte de aanslag. Gewapende burgers wisten onder leiding van Haultepenne (die toevallig in de stad aanwezig was) succesvol de aanval af te slaan.

## Voorgeschiedenis
Parma was geslaagd in zijn opzet om een brug over de Schelde bij Antwerpen te laten bouwen, hetgeen voor de Staatsen een grote tegenvaller was. Antwerpen werd belegerd en de Staatsen zagen ook niet de mogelijkheid het beleg te doorbreken vanaf Holland en Zeeland. Alle pogingen faalden. Het beleg in Antwerpen werd logistiek ondersteund vanuit 's-Hertogenbosch. De stad was koningsgezind en strijdbaar, haar burgers genoten faam, om haar moed en krijgskunde. De stad was daarmee van onberekenbaar belang voor Parma's onderneming tegen Antwerpen en Brussel. De graaf van Hohenlohe wilde in januari de stad bij verrassing innemen. Bedenker van het plan was Juliaan Kleerhagen uit Brussel. Hij was getrouwd met een vrouw uit 's-Hertogenbosch. Hij nam de taak op zich om Staatse soldaten in de stad te brengen.

## Aanslag
Hohenlohe vertrok in de nacht van 19 op 20 januari met enkele vendels naar de stad, terwijl Kleerhagen zich met enkele mannen schuil hield in de buurt van de Vuchterpoort. Kleerhagen was met vijftig tot zestig voor de stad gekomen, zestien mannen waaronder Kleerhagen zelf, klommen over de hamei (soort buitenpoort meestal voorzien van een valhek) en verstopten zich in twee schilderhuisjes op de brug. 's Morgens om 8 uur werd de poort geopend en de valbrug naar beneden gelaten. Op dat moment overvielen ze de schildwachten en namen ze na een kleine weerstand de straat van de poort in. Kleerhagen gaf zijn sergeant, genaamd Kloot, bevel om met enkele mannen de poort te bezetten en deze niet eerder te verlaten, dan dat hij persoonlijk daartoe opdracht zou geven. Deze soldaten troffen tijdens de bezetting van de poort een oude portier aan, die opdracht had gekregen om het valluik te laten zakken. Ze staken hem dood. Maar de oude man wist zich zwaargewond in een hoek te verbergen. Kort daarna kwamen er twee- tot drieduizend man ruiters en voetvolk de stad in. Zij splitsten zich op in drie groepen. Een gedeelte ging langs de muren in de richting van de Sint-Janspoort. Een tweede deel trok naar het Kruisbroedersklooster. Het derde deel nam het middendeel over de Reyerbrug via de Postelstraat. De intocht verliep zeer chaotisch omdat Hohenlohe en zijn kolonels nog niet in de stad waren. De opdracht was de Kruispoort over te nemen waardoor men een soort van kasteel in de stad zou hebben. De omgeving was een voorstad met poorten, muren, wallen en grachten dat aan de stad gehecht was. Sommige soldaten wisten de pulvertoren en het geschut op de wal in te nemen.
Door gebrek aan bevelhebbers werden de drie toegangen niet behoorlijk bezet. Ook gingen de soldaten te diep de stad in. De voorhoede trof felle weerstand van gewapende burgers. Een paard dat getroffen werd door een musketkogel, liet de andere paarden schrikken. Daarnaast troffen zij Haultepenne met veertig ruiters en dertig man voetvolk die toevallig binnen de stad had gelegen wegens ziekte. Deze ruiters hadden daarvoor een karavaan met handelswaar geëscorteerd naar de stad. Haultepenne en de escorte stonden juist op het punt van vertrek. De aanstormende Staatse soldaten schrokken zo van Haultepennes aanwezigheid dat ze prompt omkeerden. Zij dachten dat Kleerhagen hen verraden had. Haultepenne gaf meteen bevelen om de Staatsen op de wallen en in de stad tegen te gaan. De Staatse soldaten die achter de voorhoede liepen schrokken weer van deze reactie waardoor algemene verwarring ontstond. De verwarring nam nog meer toe toen sergeant Kloot dacht dat de stad ingenomen was met zijn volk de poort verliet. Diverse soldaten waren aan het plunderen geslagen, waardoor Kloot en zijn mannen dachten dat de stad al overmeesterd was. Ze wilden geen buit mislopen waardoor zij hun post verlieten. De zwaargewonde schildwacht merkte dit. Hij sneed de touwen door en liet met zijn laatste kracht het valluik zakken. Een balk bleef openstaan, de andere viel boven op een paard. De koningsgezinde burgers die de Staatsen zagen vluchten kregen hierdoor nog meer moed. Zij joegen nu van alle kanten de Staatsen in de richting van de poort. De Staatsen wierpen nu het geweer van zich af en sloegen massaal op de vlucht. Een groot deel sprong vanaf de muren de gracht in. De meesten overleefden dit niet en verdronken ter plekke door de zware harnassen. Anderen werden in de stad verslagen of gevangengenomen en opgesloten in de kelder van het stadhuis. Admiraal Justinus van Nassau wist zich te redden. Kleerhagen had gedacht dat Hohenlohe de poort gesloten had om de vlucht te beletten. Hij sprong vanaf de Kruistoren in de gracht en werd door een Schotse soldaat gered. Driehonderd mannen verloren hun leven, verlagen of waren verdronken. Ferdinant Truchses, een broer van de keurvorst van Keulen was ook om het leven gekomen. Onder de koningsgezinde burgers waren vijftig doden gevallen.

## Nasleep
"Indien de opstandelingen in hun onderneming tegen Den Bosch geslaagd waren, dan zou ik gedwongen geweest zijn het beleg op Antwerpen op te geven" zou Parma hebben gezegd. De aanslag mislukte door het toeval dat Haultepenne in de stad was, maar ook de plunderzucht van de Staatsen. Hohenlohe had de soldaten beloofd te mogen plunderen als de stad ingenomen was. De soldaten hadden luidkeels geroepen: "Victorie, de stad is over, weg met de Spanjaarden" hetgeen de soldaten op de stadspoort ter ore kwam en daardoor voortijdig hun post verlieten Sommigen dachten al dat de inname een feit was en waren voortijdig aan het plunderen geslagen. Echter de oude man gaf de doorslag in het falen van de aanslag. Met zijn laatste adem sneed hij de touwen door van de valdeur. In zijn tijd werd hij vergeleken met het koningsgezinde equivalent op de stoutmoedigheid van de Staatsgezinde Jan Haring. Uit archieven van 's-Hertogenbosch blijkt dat men inwoner Jan van Gemert als medeplichtige beschouwde, hij scheen gevlucht te zijn uit de stad. Ook blijkt uit de tekst dat de stad onkosten heeft gemaakt om tweeëntwintig Staatse gevangenen op te hangen. Dertig stuivers voor de scherprechter, twaalf stuivers aan de cipiers. Hohenlohe was nog teruggekeerd met tweeduizend verse manschappen, om te kunnen zien hoe de poort dichtsloeg. Hohenlohe was zwaar beschadigd door de schande en zocht vergetelheid in de drank. Beter verging het hem met het beleg van Fort Liefkenshoek een jaar later. In 1586 zou Hohenlohe weer een verdienstelijke rol spelen tijdens het Beleg van Grave. In 1594 ondernamen de Staatsen opnieuw een aanlag op 's-Hertogenbosch, op dezelfde wijze, met hetzelfde resultaat. Prins Maurits zal het nog een aantal keren tevergeefs proberen. Zijn halfbroer Frederik Hendrik lukt het uiteindelijk tijdens het Beleg van 's-Hertogenbosch in 1629 de stad succesvol aan Staatse zijde te brengen.